# Seth Howander
Seth Howander, född 6 oktober 1892 i Uppsala, död 14 september 1981 i Solna, var en svensk bandyspelare. Han spelade större delen av sin karriär för IFK Uppsala, en klubb han även representerade i fotboll och ishockey. Howander nådde landslagsnivå i alla tre idrotterna och är en av endast elva svenskar som spelat för tre olika landslag. 1920 nådde han och ishockeylandslaget en fjärdeplats i OS.

## Idrottskarriär

### Bandy
Som bandyspelare spelade Howander med framgång på flera olika positioner på planen. Han började sin karriär som målvakt, medan han senare bland annat agerade försvarare.
Som bandyspelare på elitnivå (de flesta år för IFK Uppsala) deltog han åren 1910–1921 i åtta SM-finaler, varav sju finalmatcher ledde till Uppsalaseger. Åren 1919–1924 spelade Howander 3 landskamper för Sveriges bandylandslag.
Seth Howander var inte den ende i familjen som spelade bandy. Totalt deltog sju bröder i bandyspelande på olika nivå. I ytterligare tre SM-finaler under 1910-talet representerades familjen i finallaget IFK Uppsala av bröderna Nils och/eller Jim; vid 1916 års final deltog både Seth och Erik i det segrande Uppsalalaget. Vid SM-finalen 1921 (som IFK Uppsala förlorade mot lokalkonkurrenten IK Sirius) spelade både Seth, Martin och Erik. Även Jim [1912), Erik (1916) och Nils (sex SM-tecken 1917–17) nådde SM-guld i bandy. Martin kom aldrig så långt (trots två mål i 1921 års SM-final); han spelade i gengäld 5 bandylandskamper under åren 1921–1927.

### Fotboll och ishockey
Seth Howander var även aktiv på hög nivå fotboll och ishockey, och även i de här idrotterna nådde han en position som landslagsman.
Vid Blågults 19 landskamp, 4 maj 1913 mot Ryssland i Moskva, debuterade Howander som landslagsforward med att göra två mål. Efter att Rysslands Zjitarev gjort 1–0 redan i matchminut 1 noterades Howander i målprotkollet för kvitteringsmålet i 36:e minuten samt senare 1–3-målet.
Som landslagsspelare i ishockey deltog Seth Howander i det landslag som 1920 nådde fjärdeplats i OS i Antwerpen. I Tre Kronor spelade Howander som målvakt. Totalt medverkade Seth Howander i 6 ishockeylandskamper, samtidigt som han på klubbnivå i både ishockey och fotboll spelade för sitt IFK Uppsala.
Seth Howander tillhör en liten skara personer som deltagit som landslagsman i både bandy, fotboll och ishockey. Endast ytterligare tio män har lyckats med denna bedrift – se Lista över landslagsmän som spelat i flera svenska landslag.

## Snabbfakta
- Klubbar: IFK Uppsala,[1] Råsunda IS
- Position: högerback, målvakt i SM-finalen i bandy 1913 (han spelade på nästan alla platser)
- SM-finaler: 8 + 2 omspel (1910, 1913, 1915, 1916, 1918, 1919, 1920, 1921)
- SM-guld: 7 (1910, 1913, 1915, 1916, 1918, 1919, 1920)
- Landskamper: 3
- Stor grabb: Nr 63